# Raoul Dupé
Raoul Dupé est un footballeur français du début du XXe siècle. Il évolue au poste d'attaquant.

## Carrière

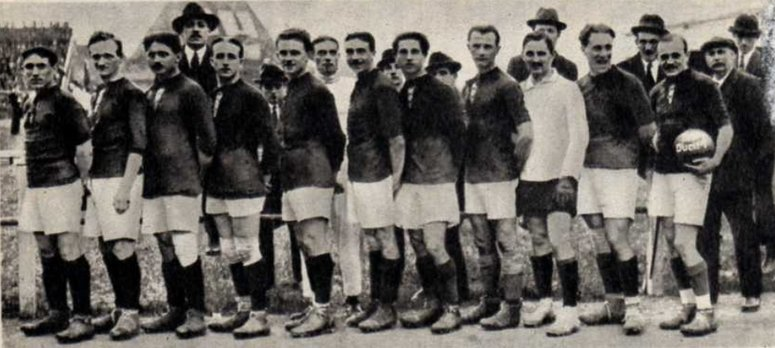
Le CA Paris vainqueur de la Coupe de France 1920 avec de gauche à droite Allègre, McDewitt, Mesnier, Dupé, Poullain, Bigué, Vanco, Gravier, Dreyfus, Pache et Bard (capitaine)

Raoul Dupé joue pour le Cercle athlétique de Paris, avec lequel il remporte la Coupe de France 1919-1920. Ses coéquipiers sont alors entre autres les internationaux français Henri Bard, Marcel Vanco, Maurice Bigué, André Poullain, André Allègre, Ernest Gravier et Louis Mesnier, ainsi que les internationaux suisses Ivan Dreyfus et Robert Pache.